# Santa (banda de España)
Santa fue una banda de la escena del heavy metal español de los años 1980.

## Historia
El grupo nace en 1983, siendo la idea de formar la banda de los ex-Obús Fernando Sánchez (batería) y Juan Luis Serrano (bajo), que vieron a Azuzena en una actuación con su banda Huracán y le ofrecieron montar un grupo. Pronto pensaron que el guitarrista idóneo para la banda era Jero Ramiro, que había estado tocando junto a José Carlos Molina en Ñu. 
Con esta formación hicieron una maqueta para Chapa Discos, el sello del "Mariscal" Romero, en la que se incluían dos canciones. 
Tras la edición de la maqueta, los dos ex-Obús se fueron, autoproclamándose Jero como el líder de la banda ya que era el principal compositor, aunque Azuzena era quien le daba la imagen y la voz al grupo, lo que conllevaría después grandes problemas. Para el bajo se decide incorporar a Julio Díaz (ex-Mazo, Sangre Azul), y para la batería a Bernardo Ballester. Con esta formación, entran a los estudios Eurosonic de Madrid para grabar Reencarnación para Chapa Discos, que sale a la venta en junio de 1984, y vende la nada desdeñable cifra de 17.000 copias.
Ese mismo año el grupo tiene una pequeña participación en "Los zancos", una película de Carlos Saura con Fernando Fernán Gómez, entre otros.
Con el timón de la banda, Jero decide dar un giro musical a la banda con la incorporación de Miguel Ángel Collado, en los teclados, y el cambio de sonido del heavy metal al AOR. 
Esto provoca que Julio Díaz decida abandonar, siendo sustituido por Diego Jiménez. Con esta formación entran a grabar en los estudios Sonoland de Madrid No hay piedad para los condenados, que se publica en mayo de 1985, también bajo el sello discográfico Chapa Records y que vende sólo la mitad de copias que su predecesor. Otra vez el excesivo liderazgo de Jero hace que otro de sus miembros originales (Azucena) decida abandonar la banda, incorporándose la cantante argentina Leonor Marchesi, proveniente de Púrpura.
Con esta nueva formación graban en los Estudios Mediterráneo de Ibiza en 1986 Templario, una mezcla de sus dos primeros discos, con un buen resultado musical, pero no de ventas, ya que sólo llega a 3.000 copias. Este hecho unido al cansancio provocado por los constantes cambios de formación desgastó al grupo. 
Tras una actuación en la sala Astoria de Madrid a principios de 1987, y con José Luis Rodríguez de Ñu sustituyendo al bajo a Diego R. Jiménez, Santa dice adiós para siempre.
Lo último de Santa es la reedición de sus discos en CD en el año 2002, por BMG España, llegando a vender más de 7000 copias.

## Formaciones

### Primera (1983)
- Jero Ramiro
- Azuzena Martín-Dorado Calvo
- Fernando Sánchez
- Juan Luis Serrano

(Sólo grabaron la maqueta)

### Segunda (1983-1984)
- Jero Ramiro
- Azuzena Martín-Dorado Calvo
- Bernardo Ballester
- Julio Díaz

(Graban Reencarnación)

### Tercera (1984-1986)
- Jero Ramiro
- Azuzena Martín-Dorado Calvo
- Bernardo Ballester
- Miguel Ángel Collado
- Diego Jiménez

(graban No hay piedad para los condenados)

### Cuarta (1986-1987)
- Jero Ramiro
- Leonor Marchesi
- Bernardo Ballester
- Miguel Ángel Collado
- Diego Jiménez

(graban Templario)

## Discografía
- Reencarnación  (1984)
- No hay piedad para los condenados  (1985)
- Templario  (1986)